# 레가스피 공항

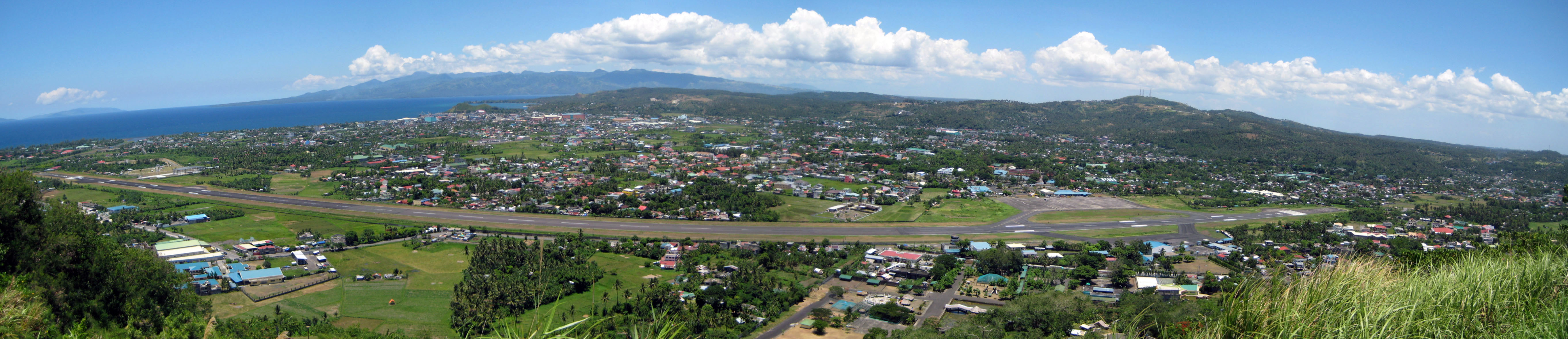
레가스피 공항의 활주로와 도시

레가스피 공항(Legazpi Airport, 필리핀어: Paliparan ng Legazpi, 비콜어: Palayogan nin Legazpi, IATA: LGP, ICAO: RPLP)은 비콜 지방에 위치한 필리핀의 주요 공항으로, 알바이주의 주도 레가스피를 관할한다. 2280 x 36 미터 규모의 단일 활주로가 있다. 중급 크기의 민항기와 군용기를 처리할 수 있다. 이 공항은 새로운 비콜 국제공항으로 대체될 예정이다.